# Ambassade de France en Côte d'Ivoire
L'ambassade de France en Côte d'Ivoire est la représentation diplomatique de la République française auprès de la république de Côte d'Ivoire. Elle est située à Abidjan, la capitale économique du pays, et son ambassadeur est, depuis 2020, Jean-Christophe Belliard.

## Ambassade
L'ambassade est située dans le quartier dénommé Le Plateau à Abidjan, la capitale économique du pays, la capitale politique étant Yamoussoukro depuis 1983. Elle accueille aussi le consulat général de France.

## Ambassadeurs
| De   | À    | Ambassadeur                     |
| ---- | ---- | ------------------------------- |
| 1960 | 1961 | Yves Guéna                      |
| 1961 | 1963 | Léon Brasseur                   |
| 1963 | 1979 | Jacques Raphaël-Leygues         |
| 1979 | 1993 | Michel Dupuch                   |
| 1993 | 1998 | Christian Dutheil de La Rochère |
| 1998 | 2001 | Francis Lott                    |
| 2001 | 2002 | Renaud Vignal                   |
| 2002 | 2005 | Gildas Le Lidec                 |
| 2005 | 2009 | André Janier                    |
| 2009 | 2012 | Jean-Marc Simon                 |
| 2012 | 2017 | Georges Serre (tr)              |
| 2017 | 2020 | Gilles Huberson (tr),           |
| 2020 | auj. | Jean-Christophe Belliard (d)    |

## Consulats
Outre le consulat général d'Abidjan, il existe trois consuls honoraires basés à :
- Bouaké
- San-Pédro
- Daloa

### Communauté française
Au 31 décembre 2016, 17 034 Français sont inscrits sur le registre consulaire d'Abidjan, dont plus de la moitié de binationaux. Cette communauté française, essentiellement installée dans la capitale du pays, a fortement diminué dans les années qui ont suivi les événements de 2004.
| 2001   | 2002   | 2003   | 2004   |
| ------ | ------ | ------ | ------ |
| 16 244 | 16 120 | 16 475 | 12 414 |

| 2005   | 2006   | 2007  | 2008   |
| ------ | ------ | ----- | ------ |
| 11 554 | 13 018 | 9 491 | 11 248 |

| 2009   | 2010   | 2011   | 2012   |
| ------ | ------ | ------ | ------ |
| 12 153 | 13 094 | 13 221 | 13 778 |

| 2013   | 2014   | 2015   | 2016   |
| ------ | ------ | ------ | ------ |
| 14 162 | 15 229 | 16 429 | 17 034 |

| 2017   | 2018   | 2019   | 2020   |
| ------ | ------ | ------ | ------ |
| 17 776 | 17 856 | 18 095 | 17 588 |

| 2021   | - | - | - |
| ------ | - | - | - |
| 17 356 | - | - | - |

### Circonscriptions électorales
Depuis la loi du 22 juillet 2013 réformant la représentation des Français établis hors de France avec la mise en place de conseils consulaires au sein des missions diplomatiques, les ressortissants français de la Côte d'Ivoire élisent pour six ans quatre conseillers consulaires. Ces derniers ont trois rôles : 
1. ils sont des élus de proximité pour les Français de l'étranger ;
2. ils appartiennent à l'une des quinze circonscriptions qui élisent en leur sein les membres de l'Assemblée des Français de l'étranger ;
3. ils intègrent le collège électoral qui élit les sénateurs représentant les Français établis hors de France.

Pour l'élection à l'Assemblée des Français de l'étranger, la Côte d'Ivoire appartenait jusqu'en 2014 à la circonscription électorale d'Abidjan, comprenant aussi le Liberia, et désignant quatre sièges. Les quatre conseillers consulaires pour la Côte d'Ivoire sont André Duclos, Catherine Rechenmann, Jean-Luc Ruelle et Yvonne Trah Bi
La Côte d'Ivoire appartient désormais à la circonscription électorale « Afrique occidentale » dont le chef-lieu est Dakar et qui désigne quatre de ses 26 conseillers consulaires pour siéger parmi les 90 membres de l'Assemblée des Français de l'étranger.
Pour l'élection des députés des Français de l’étranger, la Côte d'Ivoire dépend de la 9e circonscription. Le député actuel est depuis 2017 M'jid El Guerrab (LREM).